# Turan Air
Turan Air – azerska linia lotnicza z siedzibą w Baku, działająca w latach 1994–2013.